# Ken Matthews
Ken Matthews, właśc. Kenneth Joseph Matthews (ur. 21 czerwca 1934 w Birmingham, zm. 2 czerwca 2019 w Wrexham) – brytyjski lekkoatleta chodziarz, mistrz olimpijski z Tokio.
W 1959 zdobył mistrzostwo Wielkiej Brytanii w chodzie na 2 mile, 7 mil i 10 mil. Potrójnym czempionem brytyjskim został także w 1961, 1963 i 1964, w 1960 wygrał na 7 mil i na 10 mil, a w 1962 na 2 mile i na 10 mil.
Nie ukończył chodu na 20 kilometrów na igrzyskach olimpijskich w 1960 w Rzymie. W 1961 zwyciężył na tym dystansie w Pucharze Lugano (powtórzył ten sukces w 1963). Został złotym medalistą w chodzie na 20 kilometrów podczas mistrzostw Europy w 1962 w Belgradzie.
Był faworytem chodu na 20 km na igrzyskach olimpijskich w 1964 w Tokio i nie zawiódł, zdobywając złoty medal. Jako jedyny złoty medalista olimpijski z Wielkiej Brytanii na tych igrzyskach nie otrzymał Orderu Imperium Brytyjskiego w 1964, ale po kampanii przypominającej jego zasługi został udekorowany tym orderem w 1978.